# Chirbat Chalid
Chirbat Chalid (arab. خربة خالد) – wieś w Syrii, w muhafazie Aleppo, w dystrykcie Manbidż. W 2004 roku liczyła 691 mieszkańców.